# Апий Клавдий Нерон
Апий Клавдий Нерон (на латински: Appius Claudius Nero) е политик на Римската република през 2 век пр.н.е.
Произлиза от фамилията Клавдии, клон Нерон. През 195 пр.н.е. той е пропретор на провинция Далечна Испания (Hispania ulterior) по времето на бунта от 197 пр.н.е. През 189 пр.н.е. той е изпратен в Азия като легат.